# Tonči Valčić
Tonči Valčić (ur. 9 lipca 1978 w Zadarze) – chorwacki piłkarz ręczny, reprezentant kraju, występuje na pozycji rozgrywającego. Obecnie reprezentuje barwy chorwackiego HC Croatia Osiguranje Zagrzeb.
Jego bratem jest Josip Valčić, reprezentant Chorwacji w piłce ręcznej.
W 2009 roku wywalczył srebrny medal mistrzostw świata rozgrywanych w Chorwacji.
Na czas klubowych mistrzostw Świata, które odbyły się w dniach 17–21 maja 2010 r. w Doha został wypożyczony do libańskiego Al-Sad.

## Kariera
- do 2000  RK Zagrzeb
- 2000-2003  TV Grosswallstadt
- 2003-2007  CB Torrevieja
- 2007-2008  CB Ademar León
- od 2008  HC Croatia Osiguranje Zagrzeb

## Osiągnięcia

### klubowe
- 1997, 1998, 1999, 2000: mistrzostwo Chorwacji
- 1997, 1998, 1999, 2000: puchar Chorwacji

### reprezentacyjne
- 2003: mistrzostwo świata (Portugalia)
- 2005: wicemistrzostwo świata (Tunezja)
- 2008: wicemistrzostwo Europy (Norwegia)
- 2009: wicemistrzostwo świata (Chorwacja)